# 蜂花酸
蜂花酸，又名三十酸，是個有機化合物，屬於飽和脂肪酸的一種。為呈淡黃色的針狀結晶。

## 命名
三十酸可以在蜂蠟中找到，所以得名蜂花酸。而且，它是個碳鏈有三十個碳、只有碳-碳單鍵的直鏈羧酸，得名三十（烷）酸。

## 性質
三十酸雖然具有羧酸的官能團，但是由於它具有很長的碳鏈，所以它非常疏水，而且不溶於水，呈中性。正因爲它的疏水性，它可以用作含塑膠物質的塗層。對環境、水源可能有害。

## 製備
三十酸首先是由蠟中提取出來的。褐煤蠟中也有小量三十酸的存在，可適量提取。
現代的三十酸可以從三十酸甲酯等三十酸酯加酸或加鹼水解反應製備而成。 亦可透過三十醇或三十醛加重鉻酸鉀等氧化劑生成三十酸，反應產率約爲百分之六十六。
三十酸也可以從沙旋覆花提取分離製得，為白色結晶性粉末（丙酮）。

## 反應
三十酸具有一般羧酸的通性，可以跟醇發生酯化反應 ，跟三氯化磷和氨發生氨化反應，生成相應的三十酸酯或酰胺。亦可用氫化鋁鋰等還原劑把三十酸還原成正三十醇。